# Воли Кокс
Волас Мејнард Кокс (енгл. Wally Cox; Детроит, 6. децембар 1924 — Холивуд, 15. фебруар 1973) је био амерички глумац, посебно повезан са раним годинама телевизије у Сједињеним Државама. Каријеру је започео као стендап комичар, а затим је постао насловни лик популарне америчке телевизијске серије Mister Peepers од 1952. до 1955. Такође се појавио као карактерни глумац у преко 20 филмова и десетинама телевизијских епизода, укључујући прву епизоду ТВ серија Mission: Impossible. Кокс је био глас анимираног псећег суперхероја Underdog из истоимене ТВ емисије. Иако су га често називали кротким, он је заправо био прилично атлетски грађен и војни ветеран.

## Младост и образовање
Кокс је рођен 6. децембра 1924. године у Детроиту, Мичиген. Када је имао 10 година, преселио се са својом разведеном мајком, ауторком мистерија Елеонор Блејк, и млађом сестром у Еванстон, Илиноис, где је постао близак пријатељ са још једним дететом у комшилуку, Марлоном Брандом. Његова породица се често селила, на крају у Чикаго, затим у Њујорк, па назад у Детроит, где је завршио средњу школу Денби.
Током Другог светског рата, Кокс и његова породица су се вратили у Њујорк, где је похађао колеџ. Затим је провео четири месеца у војсци Сједињених Држава, а након отпуштања је похађао Универзитет у Њујорку. Своју немоћну мајку и сестру издржавао је прављењем и продајом накита у малој радњи и на забавама, где је почео да ради монологе комедија. Ово је довело до редовних наступа у ноћним клубовима, почевши од децембра 1948. Постао је цимер Марлона Бранда, који га је охрабрио да учи глуму код Стеле Адлер. Кокс и Брандо су остали блиски пријатељи до краја Коксовог живота, а Брандо се појавио ненајављен на Коксовом бдењу. Такође се наводи да је Брандо држао Коксов пепео у својој спаваћој соби и разговарао са њим сваке ноћи.